# Black Act
Lire en ligne

en anglais sur Wikisource

Riot Act de 1715
Le Black Act (9 Geo. 1 c. 22) est une loi du Parlement de Grande-Bretagne votée en 1723 pendant le règne de George Ier de Grande-Bretagne pour répondre aux braconniers de Waltham Chase et à un groupe de bandits nommé « Wokingham Blacks ». 
Le déclenchement des hostilités coïncide avec la tentative de rétablissement de l'autorité royale sur la forêt royale de Windsor par George Ier, qui y chassa à pour la première fois en 1717. Le parc était alors abandonné à la population. 
Avec cette loi est considéré comme felony (c'est-à-dire passible de pendaison) le fait d'apparaître armé dans un parc ou bien de chasser ou voler des cervidés en étant déguisé ou en ayant le visage noirci (blackened). Cette loi fut ensuite modifiée pour toucher également les personnes agissant en dehors des forêts et terrains de chasse royaux, devenant par là même un complément brutal au Riot Act de 1715. Le Black Act fut abrogé en 1827. 
D'autres lois condamnant à de sévères amendes pour avoir endommagé volontairement du bétail ou des machines ont aussi été appelées « black acts ».